# Suckarnes mystèr
"Suckarnes mystèr" ('Suckarnas mysterium') är en dikt av Erik Johan Stagnelius. Stagnelius behandlar spänningen mellan "förmågan att begära och tvånget att försaka".
"Suckarnes mystèr" kom på sjunde plats i en omröstning i tidningen Expressen den 19 juni 2007 om "tidernas bästa svenska dikt".